# Georg Meyer (Architekt)
Georg Meyer (* 24. Oktober 1834 in Coburg; † 8. Juni 1907 ebenda) war ein deutscher Architekt, Baumeister und Baurat in Diensten von Herzog Ernst II. von Sachsen-Coburg und Gotha sowie Dozent und Direktor an der Baugewerkschule Coburg, der heutigen Hochschule Coburg.

## Leben und Wirken

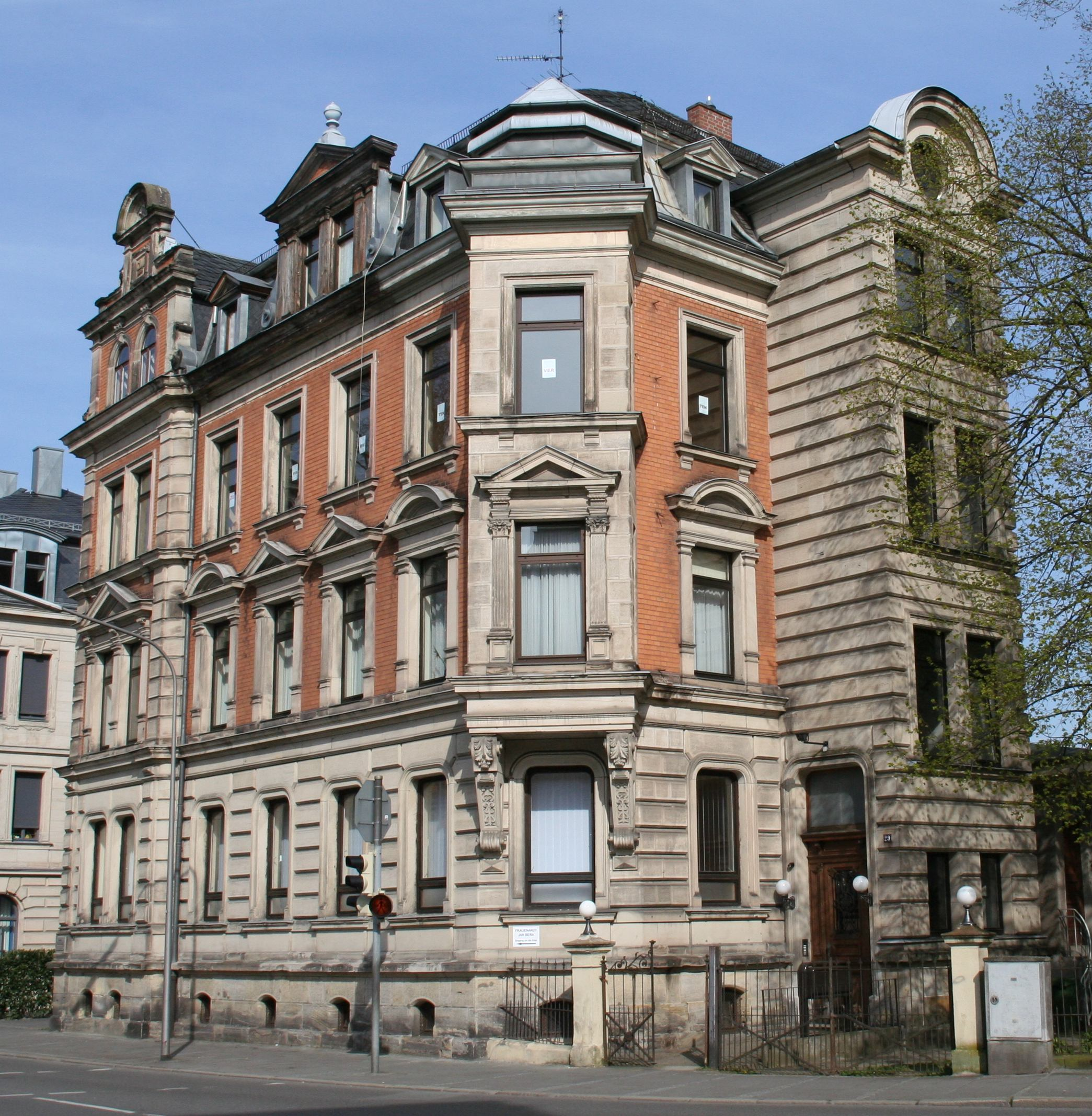
Georg Meyers Wohnhaus

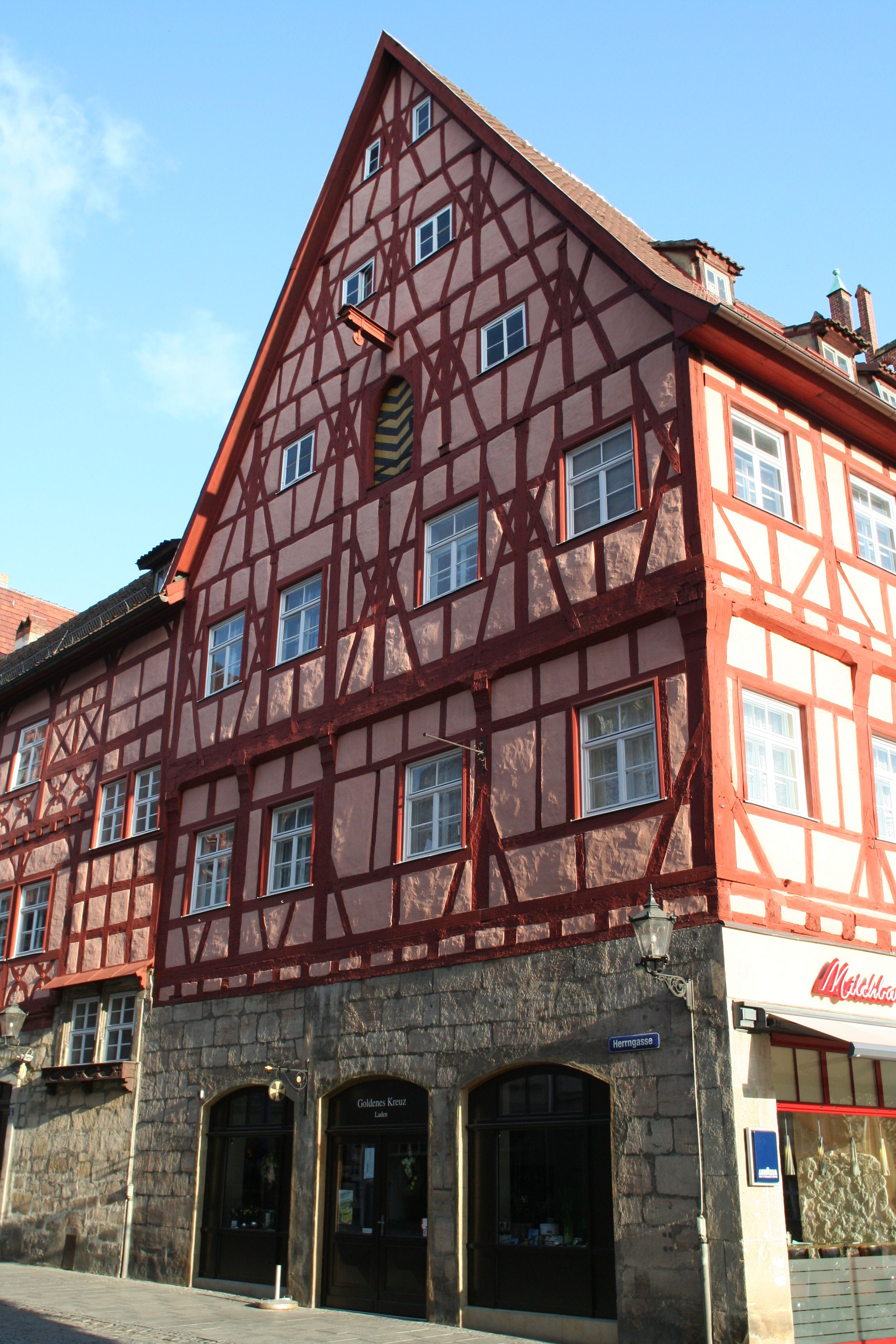
Markt 11

Das 1814 von Friedrich Streib gegründete Friedrich Streibsche Institut für Baugewerbsleute in Coburg wurde 1852 von seinem Sohn Carl Friedrich Wilhelm Streib zur Coburger Baugewerksschule erweitert. Georg Meyer trat am 1. Februar 1857 in den Lehrkörper der Baugewerksschule ein. Im Bericht der Schule über das Semester 1857 wird Meyer ausdrücklich erwähnt: Dem Gernmeister Georg Meyer wurde ab dem Wintersemester 1857/1858 der Unterricht im Fach Maurerkonstruktion übertragen.
Im Gewerbeverzeichnis des Coburger Adressbuchs von 1866 wurde Georg Meyer erstmals als Maurermeister erwähnt, in verschiedenen Archivalien des Stadtarchivs Coburg auch als Tiefbauunternehmer. Er trat auch als Architekt bei verschiedenen Häusern in Erscheinung, war aber vorwiegend als Maurermeister mit Umbauten und Anbauten beschäftigt.
Spätestens 1890 war Georg Meyer bereits herzoglicher Baumeister und herzoglicher Baurat unter Herzog Ernst II. Am 15. Dezember 1890 wurde er zum Direktor der Baugewerkschule ernannt. Unter seiner Leitung stieg die Schülerzahl von 27 im Wintersemester 1888/1889 auf 75 im Wintersemester 1893/1894.
Obwohl ihn die Leitung seines Baugeschäfts und die Lehrtätigkeit sehr in Anspruch nahmen, war Meyer von 1871 bis 1898 Stadtverordnetenvorsteher und Vorstandsmitglied in der Creditkasse des Spar- und Hülfevereins in Coburg.

## Werk
Meyers Bauwerke prägen bis heute das Coburger Stadtbild und zählen zu den denkmalgeschützten Bauten der Stadt. In Coburg wurden folgende Bauten durch Georg Meyer geplant und ausgeführt oder umgebaut:
- Goethestraße 11 (Erweiterung)
- Grafengasse 7 (Umbau)
- Gymnasiumsgasse 1 (Ausbau Rückgebäude)
- Herrngasse 15 (Umbau)
- Judengasse 30 (Umbau)
- Ketschengasse 7 (Erweiterung 7b)
- Löwenstraße 29 (Neubau eigenes Haus)
- Markt 5 (Umbau)
- Markt 7/8 (Umbau)
- Markt 9 (Umbau)
- Markt 11 (Umbau)
- Obere Anlage 1 (Erweiterung)
- Obere Klinge 5b (Neubau)
- Park 1  (Ausbau zur Marienschule)
- Pfarrgasse 1  (Ausbau)
- Steintor 2 (Umbau)
- Steinweg 24 (Umbau)
- Steinweg 45 (Umbau)
- Untere Anlage 2 (Umbau Bärenturm/Neubau Seitengebäude)
- Untere Klinge 3 (Neubau)
- Webergasse 23 (Umbau)
- Zinkenwehr 5 (Umbau)